# 毛花芒毛苣苔
毛花芒毛苣苔（学名：Aeschynanthus lasianthus）为苦苣苔科芒毛苣苔属下的一个种。其种加词“Lasianthus”意为“毛花的”。